# Naveta (náutica)
Naveta era o termo que designava as pequenas naus, nomeadamente as de carga que muitas vezes levavam mantimentos para as viagens, eram de características andejas e bolineiras .